# سرگئی کوزیریف
سرگئی کوزیریف (به روسی: Сергей Козырев؛ زادهٔ ۱۸ سپتامبر ۲۰۰۲) یک کشتی‌گیر آزادکار اهل کشور روسیه است. وی سابقه حضور در المپیک ۲۰۲۰ توکیو را دارد.